# 新日本空手道連盟野崎会館・揚心館

## 概要
松濤館流の流れである全日本空手道連盟自顕会の首席師範であった野崎誠により、1982年野崎会館空手道場を設立。松濤館流の空手の型を推奨し、顔面打撃を主体とする実戦空手の組手を推奨をしたところが特徴。野崎会館設立と同時に、全日本空手道連盟からイノベーションする空手道を目指し、新日本空手道連盟を発足。
新日本空手道連盟が行う審査は、フルコンタクト空手であったことと、1990年頃から、極真空手以外の道場が主催するフルコンタクト空手試合が多くなり、フルコンタクト空手のベースの実戦空手を練習をする機会が増えてきた。このことにより、新日本空手道連盟が目指す組手技術は、顔面打撃を行うグローブ空手とフルコンタクト空手の二つの流れができる。
新日本空手道連盟は、1995年にフルコンタクト空手形式の第1回「ヤングファイト空手道大会」を主宰し、それ以降、毎年11月に試合が行われる。連盟の1つの目的となった。
2000年多摩市に道場を展開をする多摩支部長・師範工藤正一が独立をして、揚心館（ようしんかん）を設立。これにより、顔面打撃を主体とする組手技術は揚心館が推奨をし、フルコンタクト空手は野崎会館となったが、揚心館は新日本空手道連盟へ留まり、毎年行われるヤングファイト空手道大会に参加を続けている。

## 沿革
- 1982年 野崎会館空手道場開設と同時に新日本空手道連盟発足
- 1995年 多摩支部開設
- 1995年 第1回ヤングファイト空手道大会開催
- 1998年 堀之内支部開設
- 1999年 別所・鑓水・立川の各支部開設
- 2000年 多摩支部が揚心館として独立
- 2001年 相模原道場開設、稲城・西八王子の各支部開設

## 歴代の最高師範及び師範クラス
- 野崎誠
- 渡辺真人
- 沢井稔明
- 野崎雄二
- 片桐直樹
- 工藤正一
- 川上公誠

## 所属競技団体
- 八王子市空手道連盟
- 新日本キックボクシング協会
- 国際キックボクシング・文化振興協会